# Adagio pour cordes

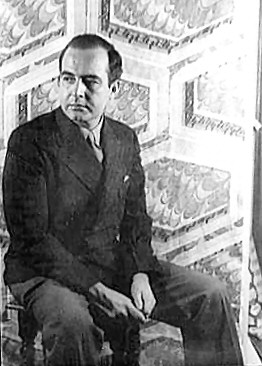
Samuel Barber en 1944.

L'Adagio pour cordes (Adagio for Strings) est une œuvre musicale pour orchestre à cordes en si bémol mineur, arrangée en 1936 par le compositeur Samuel Barber à partir de son premier quatuor à cordes créé la même année. C'est l'œuvre la plus connue de Barber.

## Composition
L'Adagio pour cordes provient d'un mouvement du Quatuor à cordes no 1, op. 11 de Samuel Barber, composé en 1936. Il suit un premier mouvement, brutal et très différent, et précède une courte reprise de cette musique.
En janvier 1938, Barber envoie le morceau au chef d'orchestre Arturo Toscanini. Ce dernier rend la partition sans commentaire ; Barber, vexé, évite de le revoir. Toscanini lui envoie alors un mot par le biais d'un ami, disant qu'il envisageait de jouer l'œuvre et qu'il lui avait rendu la partition parce qu'il l'avait déjà mémorisée.
Le propre arrangement de Barber pour orchestre à cordes est créé par Arturo Toscanini avec l'orchestre symphonique de la NBC, le 5 novembre 1938 à New York.
Le compositeur arrangea aussi le morceau en 1967 pour un chœur de huit chanteurs, sous forme d'Agnus Dei.

## Analyse
L'œuvre utilise une forme d'arc : une mélodie ascendante semblable à une marche est inversée, étendue et soumise à des variations.
Le long flot de la ligne mélodique se déploie librement au sein de l'ensemble des cordes, par exemple, la première section de l'adagio commence par la cellule mélodique principale jouée par les premiers violons, mais s'achève avec sa reprise par les altos, transposée en quinte.
Les altos poursuivent une variation sur la cellule mélodique dans la deuxième section, les contrebasses restent silencieuses, y compris sur la section suivante. La section médiane étendue commence par le jeu principal des violoncelles dans une tessiture de mezzo-soprano.
Au fur et à mesure que la section se construit, l'ensemble des cordes monte dans la gamme jusqu'à son registre le plus élevé, culminant dans un pic fortissimo-forte, immédiatement suivi d'un silence. Une brève série de cordes élégiaques sert de coda pour cette partie de l'œuvre, et réintroduit les contrebasses.
La dernière section est une reprise du thème d'origine, avec une inversion de la deuxième partie de la cellule mélodique, jouée à l'unisson par les premiers violons et les altos. La pièce se termine avec les premiers violons rejouant lentement les cinq premières notes de la mélodie dans un registre d'alto, soutenant la dernière note après un bref silence et la diminution progressive de l'accompagnement.
L'adagio de Barber a quelques ressemblances avec l'adagietto de la Symphonie n° 5 de Mahler.

## Dans la culture populaire

### Cinéma
L'Adagio pour cordes se retrouve dans la bande originale de plusieurs films :
- Elephant Man (1980)
- El Norte (1983)
- Platoon (1986)
- Le Petit Dinosaure et la Vallée des merveilles (1988)
- Little Buddha (1993)
- Les Roseaux sauvages (1994)
- Les Amants du nouveau monde (1995)
- Jägarna (sv) (1996)
- Fermeture de l'usine Renault à Vilvoorde (1998)
- La Cité des anges (1998)
- Kevin & Perry Go Large (2000)
- Le Fabuleux Destin d'Amélie Poulain (2001)
- S1m0ne (2002)
- Reconstruction (2003)
- Swimming Upstream (2003)
- Ma mère (2004)
- Tenacious D et le Médiator du destin (2006)
- 300 (2006)
- La Vie des autres (2006)
- Ce soir je dors chez toi (2007)
- Sicko (2007)
- Namastey London (2007)
- Les Choses qu'on dit, les choses qu'on fait (2020)
- Miraculous, le film (2023)

### Télévision
On peut entendre l’Adagio pour cordes dans les séries télévisées La Vipère noire (saison 3 épisode 6), South Park, Daria (dans une scène parodiant le film Platoon), Seinfeld, Les Simpson, Galactica, American Dad!, Urgences (saison 10, épisode 2, lorsque Luka est épargné par les rebelles congolais l'ayant pris pour un prêtre), Nodame Cantabile (fin de l'épisode 8), New Girl (saison 6, épisode 13), Outlander (saison 4, épisode 12), ainsi que How I Met Your Mother (saison 9, épisode 14), Bodies (fin de l'épisode 3).
Le morceau sert également de générique au téléfilm Retour à Malaveil (1989) de Jacques Ertaud et dans l'émission de jeu À prendre ou à laisser (en cas de mauvais tirage d'une boite).

### Jeux vidéo
On peut l'entendre l'Adagio pour cordes dans le jeu de simulation spatiale Homeworld (1999). Cette œuvre sert de fond musical pour la 3e mission du mode Histoire, lors du retour du vaisseau mère vers l'infortunée Kharak en proie à une « tempête de flammes. »

### Théâtre
L'Adagio pour cordes est joué dans la pièce du même nom, Adagio, sur la vie de François Mitterrand (2011).
On entend également l'Adagio dans la pièce Le Journal d'Anne Frank, adaptée par Éric-Emmanuel Schmitt, mise en scène par Steve Suissa et interprétée notamment par Francis Huster et Gaia Weiss (2012).
Dans un sketch d'Albert Dupontel (« La Plaidoirie »), le morceau est joué par l'avocat du prévenu pour émouvoir le jury d'assises dans le but de faire acquitter  son client.

### Personnages et évènements réels
L’Adagio pour cordes a été joué à de nombreuses occasions notamment lors d'obsèques de grandes personnalités. Ce fut notamment le cas de celles du président Franklin Delano Roosevelt en 1945, du physicien Albert Einstein en 1955, du président John Fitzgerald Kennedy en 1963 (le lendemain de sa mort), de la princesse Grace Kelly en 1982, du roi Baudouin de Belgique en 1993, du prince Rainier III de Monaco en 2005, et celles de l'homme politique Jack Layton en 2011,.
Cette musique de Samuel Barber fut également jouée à la suite des attentats du 11 septembre 2001, en hommage aux victimes.
Le soir du 8 janvier 2015, la musique est jouée à Trafalgar Square en hommage aux victimes de l'attentat qui a visé, la veille, le journal Charlie Hebdo à Paris et la prise d'otages de l'Hyper Cacher de la porte de Vincennes. Le même jour à midi, la radio RTL le diffuse en hommage aux victimes.

### Reprises musicales
- Une version Gabber a été réalisée par Rotterdam Terror Corps sous le titre de Schizophrenic.
- Une version Trance a été réalisée par Ferry Corsten, il s'agit d'un remix de l'interprétation de William Orbit parue sous le nom de Barber's Adagio for strings sur l'album Pieces in a Modern Style.
- En 2003, le Chœur de chambre Accentus, sous la direction de Laurence Equilbey, interprète l'Agnus Dei, transcription de l'Adagio pour cordes due à Samuel Barber lui-même, dans l'album Transcriptions.
- Un mix Trance en a été réalisé par Laurent Wolf en 2004 sous le titre anglophone de Adagio for strings.
- Puff Daddy reprend l'adagio pour cordes au début de la version étendue de I'll Be Missing You.
- Linzi Stoppard en joue une version moderne au violon électrique.
- Era en fait une version mystique mêlée à des chants grégoriens sur son album Classics.
- Le 3 Janvier 1969 aux studios Twickenham, Paul McCartney interprète au piano une composition largement inspirée de Adagio for Strings. La séquence, filmée par Michael Lindsay-Hogg, apparait dans le film Let It Be, ainsi que dans le documentaire Get Back.
- En 2004, DJ Tiësto remixe Adagio for String.
- La guitariste américaine Cailyn en fait une reprise mêlant rock progressif et musique classique sur son troisième album Four Pieces (Land of Oz Music, 2012).
- Muse en a repris une partie à la guitare électrique sur le morceau Interlude dans l'album Absolution sortie en 2003.
- Une version Speedcore a été réalisée par Middle M et No-Tek, sous le titre de Oedipe, sortie en 2007[5].
- Un remix Trance est réalisé en 2019 par Magdelayna (Adam Rodziewicz).